# Jay Thomas
Jay Thomas, egentligen Jon Thomas Terrell, född 12 juli 1948 i Kermit, Texas, död 24 augusti 2017 i Santa Barbara, Kalifornien, var en amerikansk komiker och skådespelare.

## Filmografi i urval
- 1979–1980 – Mork & Mindy (TV-serie)
- 1987–1989 – Skål (TV-serie)
- 1989–1998 – Murphy Brown (TV-serie)
- 1989 – Freddy's Nightmares (TV-serie)
- 1992 – Ärligt talat
- 1992–1995 – Omaka par (TV-serie)
- 2002 – Dragonfly
- 2002 – Nu är det jul igen 2
- 2006 – Nu är det jul - igen 3
- 2008 – Boston Legal (TV-serie)
- 2009 – Labor Pains
- 2010 – Cold Case (TV-serie)
- 2012 – Shake It Up (TV-serie)
- 2015 – NCIS: New Orleans (TV-serie)
- 2015 – Bones (TV-serie)